# Alesta: The Remix +
Alesta: The Remix + è un album di remix della cantante Alexandra Stan, pubblicato a fine 2016 dalla Global Records.

## Tracce
1. 9 Lives (feat. Jahmmi)
2. We Wanna (con Inna e Daddy Yankee Menegatti & Fatrix Remix)
3. We Wanna (Alex Molla DJ & Malanga vs Garofalo Radio Club Edit Remix)
4. I Did It Mama (Franques Remix)
5. I Did It Mama (Jack Mazzoni Radio Remix)
6. Balans (Andros Remix)
7. Balans (Deepierro & DJ Rocky Remix)
8. Baby It's Okay (Bodybangers Remix)
9. Baby It's Okay (Dave Ramone Remix)